# Districtul Altötting
Districtul Altötting este un district rural (în germană Landkreis) din regiunea administrativă Bavaria Superioară, landul Bavaria, Germania.
Districte vecine sunt: la nord districtul Rottal-Inn, la est landul austriac Austria Superioară, la sud districtul Traunstein și la vest districtul Mühldorf am Inn.

## Orașe și comune
| orașe: 1. Altötting (12.810) 2. Burghausen (18.261) 3. Neuötting (8.598) 4. Töging am Inn (9.382) | comune: 1. Burgkirchen an der Alz (10.659) 2. Emmerting (4.037) 3. Erlbach (1.238) 4. Feichten an der Alz (1.186) 5. Garching an der Alz (8.694) 6. Haiming (2.473) 7. Halsbach (888) 8. Kastl (2.673) 9. Kirchweidach (2.288) 10. Marktl (2.682) 11. Mehring (2.247) 12. Perach (1.229) 13. Pleiskirchen (2.379) 14. Reischach (2.637) 15. Stammham (1.071) 16. Teising (1.932) 17. Tüßling (3.030) 18. Tyrlaching (1.027) 19. Unterneukirchen (2.988) 20. Winhöring (4.888) |